# Litteau
Litteau település Franciaországban, Calvados megyében. Lakosainak száma 276 fő (2022. január 1.). Litteau La Bazoque, Montfiquet és Bérigny községekkel határos.

## Népesség
A település népességének változása:
| Lakosok száma | 253  | 227  | 217  | 242  | 270  | 280  | 293  | 288  | 286  | 276  |
|               | 1968 | 1982 | 1990 | 2006 | 2013 | 2015 | 2017 | 2019 | 2020 | 2022 |